# Dangolsheim
Dangolsheim est une commune française située dans la circonscription administrative du Bas-Rhin et, depuis le 1er janvier 2021, dans le territoire de la Collectivité européenne d'Alsace, en région Grand Est.
Cette commune se trouve dans la région historique et culturelle d'Alsace.

## Géographie
Dangolsheim fait partie du canton de Molsheim et de l'arrondissement de Molsheim et est située sur la route des vins. Ses habitants sont appelés les Dangolsheimois et Dangolsheimoises. Le village est situé à une vingtaine de kilomètres à l'ouest de Strasbourg. Il est construit au pied d'une colline de vignoble, ce qui donne au touriste de passage l'impression d'être dans une bourgade typiquement alsacienne. Dangolsheim est située sur la Route des Vins d'Alsace.
|                     | Bergbieten  |                  |
| Dinsheim-sur-Bruche | Dangolsheim | Soultz-les-Bains |
|                     | Mutzig      |                  |

### Cours d'eau
- Le Kehlbach.

### Hydrographie
La commune est dans le bassin versant du Rhin au sein du bassin Rhin-Meuse. Elle est drainée par le ruisseau Frankenbach et le ruisseau Kehlbach,.

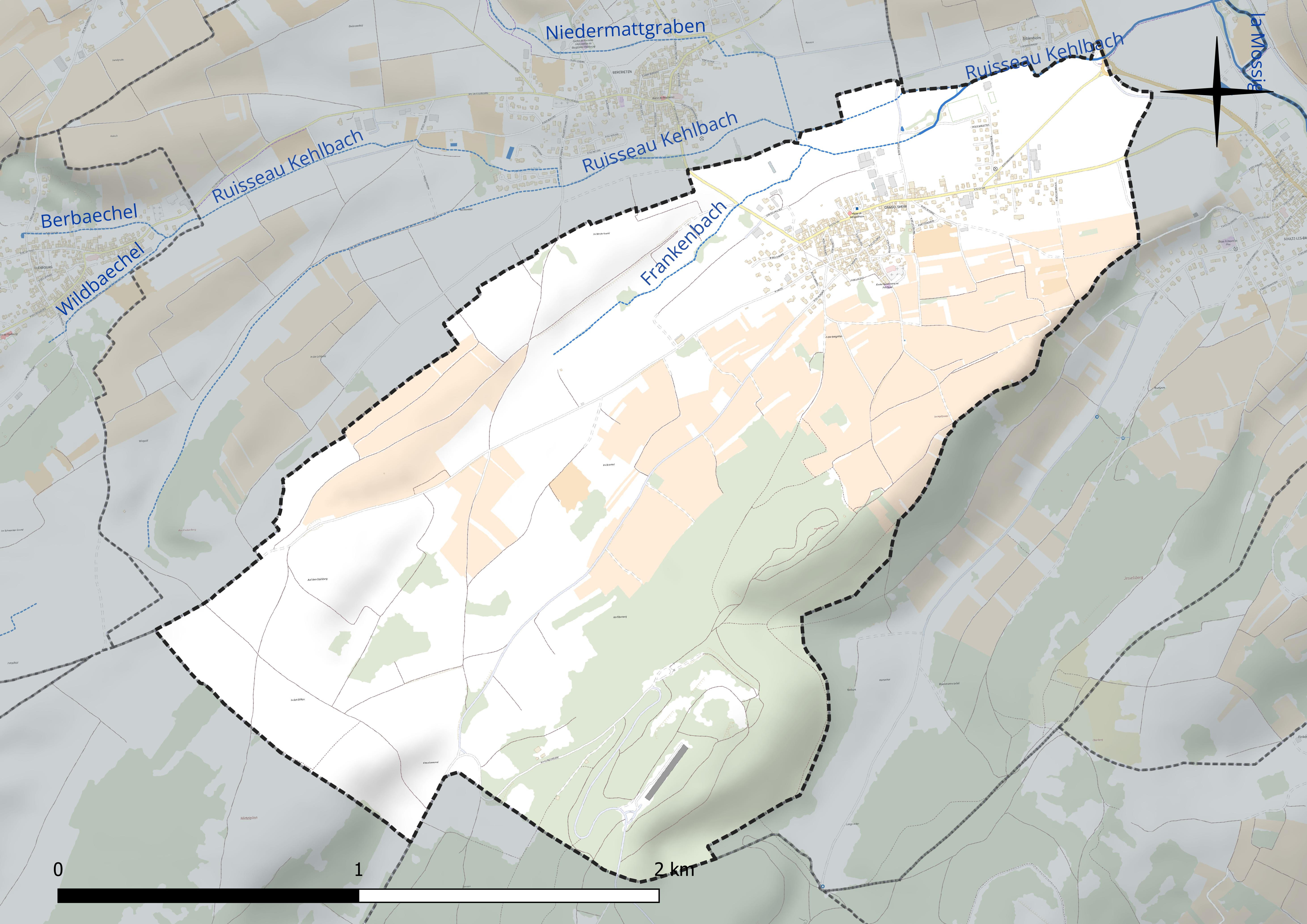
Réseau hydrographique de Dangolsheim.

### Climat
Pour des articles plus généraux, voir Climat du Grand Est et Climat du Bas-Rhin.
En 2010, le climat de la commune est de type climat des marges montargnardes, selon une étude du Centre national de la recherche scientifique s'appuyant sur une série de données couvrant la période 1971-2000. En 2020, Météo-France publie une typologie des climats de la France métropolitaine dans laquelle la commune est exposée à un climat semi-continental et est dans la région climatique  Vosges, caractérisée par une pluviométrie très élevée (1 500 à 2 000 mm/an) en toutes saisons et un hiver rude (moins de 1 °C). 
Pour la période 1971-2000, la température annuelle moyenne est de 10,6 °C, avec une amplitude thermique annuelle de 17,5 °C. Le cumul annuel moyen de précipitations est de 825 mm, avec 10,1 jours de précipitations en janvier et 10,5 jours en juillet. Pour la période 1991-2020, la température moyenne annuelle observée sur la station météorologique de Météo-France la plus proche, « Wangenbourg_sapc », sur la commune de Wangenbourg-Engenthal à 13 km à vol d'oiseau, est de 9,9 °C et le cumul annuel moyen de précipitations est de 1 131,8 mm. 
La température maximale relevée sur cette station est de 36,4 °C, atteinte le 25 juillet 2019 ; la température minimale est de −16,9 °C, atteinte le 7 février 2012,,. 
Les paramètres climatiques de la commune ont été estimés pour le milieu du siècle (2041-2070) selon différents scénarios d'émission de gaz à effet de serre à partir des nouvelles projections climatiques de référence DRIAS-2020. Ils sont consultables sur un site dédié publié par Météo-France en novembre 2022.

## Urbanisme

### Typologie
Au 1er janvier 2024, Dangolsheim est catégorisée commune rurale à habitat dispersé, selon la nouvelle grille communale de densité à sept niveaux définie par l'Insee en 2022.
Elle est située hors unité urbaine. Par ailleurs la commune fait partie de l'aire d'attraction de Strasbourg (partie française), dont elle est une commune de la couronne,. Cette aire, qui regroupe 268 communes, est catégorisée dans les aires de 700 000 habitants ou plus (hors Paris),.

### Occupation des sols
L'occupation des sols de la commune, telle qu'elle ressort de la base de données européenne d’occupation biophysique des sols Corine Land Cover (CLC), est marquée par l'importance des territoires agricoles (70,4 % en 2018), en augmentation par rapport à 1990 (67,1 %). La répartition détaillée en 2018 est la suivante :
terres arables (46,1 %), cultures permanentes (24,3 %), forêts (22,3 %), zones urbanisées (7,4 %). L'évolution de l’occupation des sols de la commune et de ses infrastructures peut être observée sur les différentes représentations cartographiques du territoire : la carte de Cassini (XVIIIe siècle), la carte d'état-major (1820-1866) et les cartes ou photos aériennes de l'IGN pour la période actuelle (1950 à aujourd'hui).

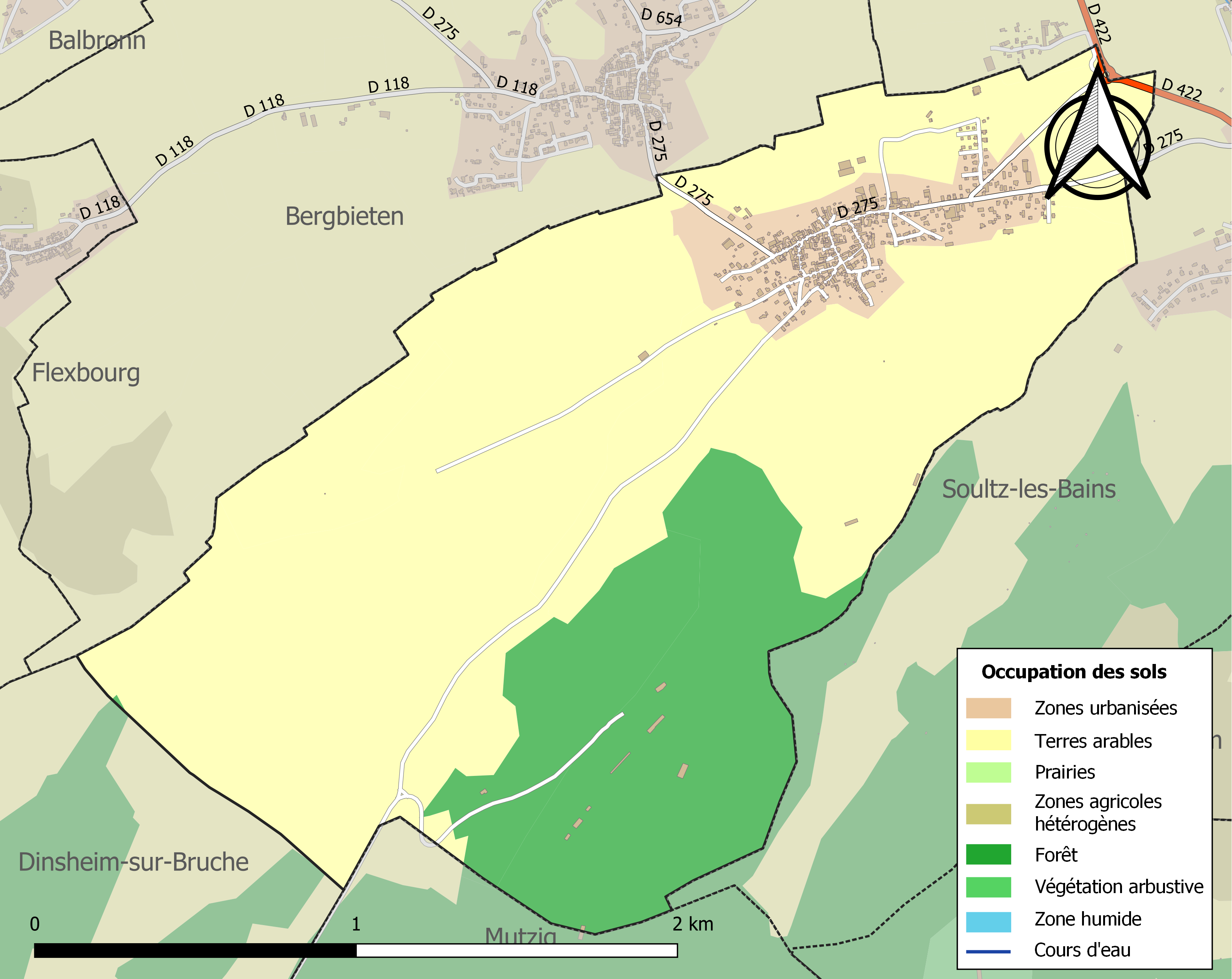
Carte des infrastructures et de l'occupation des sols de la commune en 2018 (CLC).

## Histoire

### Toponymie
Le nom de Dangolsheim provient probablement du nom d'un seigneur qui habitait le village. Celui-ci au nom de Thankarades ou Tancrède était une haute personnalité mérovingienne. Le nom heim est issu du germanique Heim = village.
Évolution du nom du village :
- en 758 : Danckratzheim, ou Pancrasheim, du saint patron du village saint Pancrace
- en 760 : Thancaradesheim
- en 1300 : Dankrotzheim
- en 1419 : Dankertzheim
- en 1528 : Dankolsheim
- en 1772 : Dangelsen et Dangolsheim

### Occupé dès l'époque mérovingienne
Le village est cité la première fois dans un document qui énumère tous les biens possédés par l'abbaye de Schwartzach où l'on trouve aussi Wissembourg, Marmoutier et Gengenbach.
En 1952, des fouilles ont permis de découvrir au lieu-dit « Im Osterfeld » des tombes mérovingiennes du VIIe siècle, ainsi que des boucles de ceintures, des ustensiles en bronze et une épée en fer. Plus tard, un couteau carolingien qui se trouve actuellement au musée archéologique de Strasbourg.

### Appartenant à la ville de Strasbourg
Dangolsheim appartient jusqu'à la Révolution à la ville de Strasbourg qui a chargé  le grand bailli de Haguenau d'administrer la commune. Le village était protégé avant 1327 par des murs fortifiés renforcés par des fossés permettant juste le passage par deux entrées associées à des pont-levis. Aujourd'hui les traces de mur fortifié ont complètement disparu, seuls subsistent encore l'église rebâtie depuis, et le chœur gothique reconstruit en 1522 et son clocher roman du XIIe siècle.

### Occupée par une petite communauté juive
Dès le XVe siècle, Dangolsheim est occupée par une petite communauté juive qui y possède son propre cimetière.

### Héraldique
| Blason de Dangolsheim | Blason  | D'azur au temple d'or bâti en rotonde, couvert en dôme et perronné de trois pièces. |
| Blason de Dangolsheim | Détails |                                                                                     |

## Politique et administration

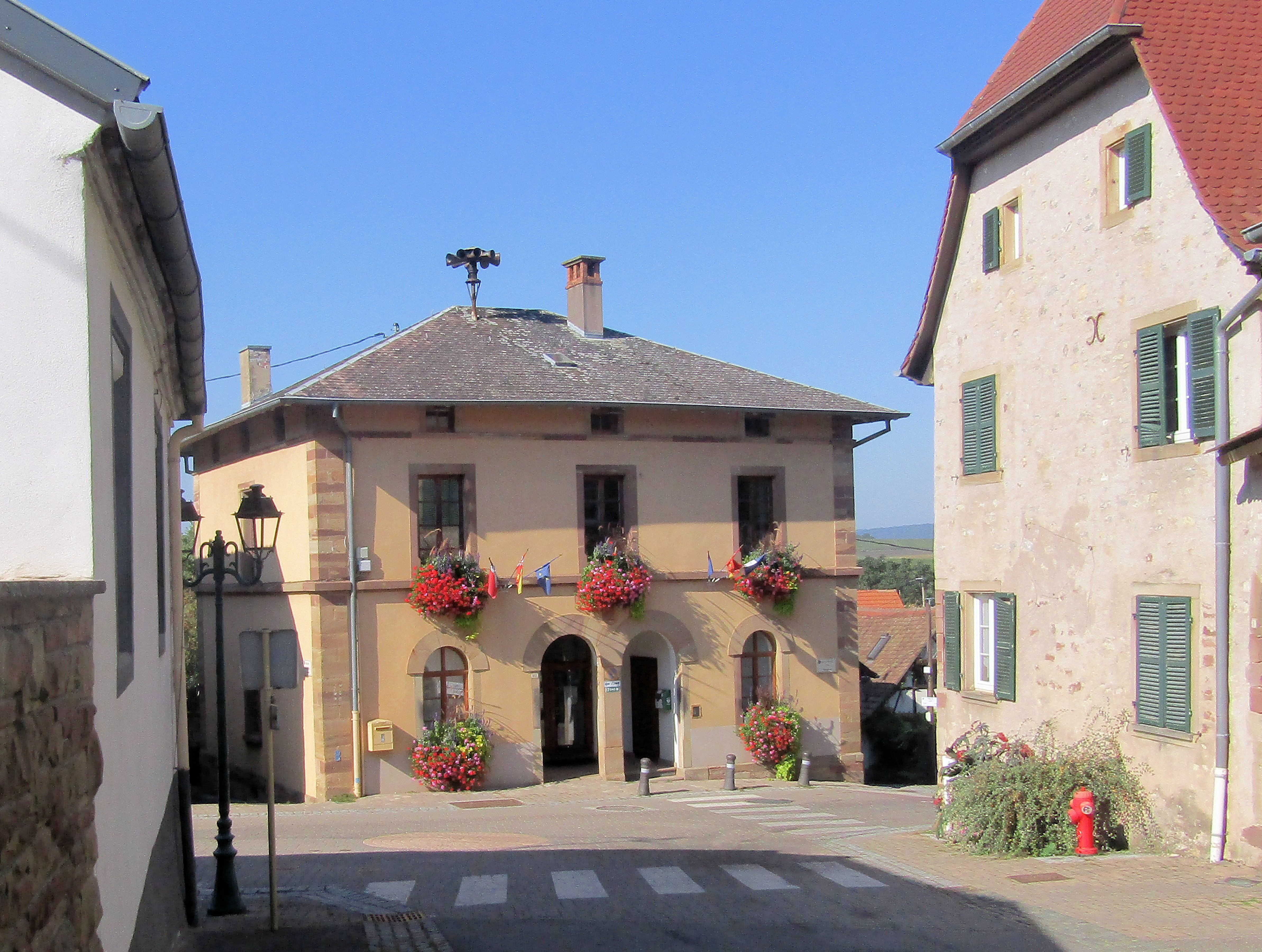
La mairie.

| Période                                  | Période                   | Identité                              | Étiquette | Qualité |
| ---------------------------------------- | ------------------------- | ------------------------------------- | --------- | ------- |
| 1976                                     | 1995                      | Achille Ohrel                         | NC        | -       |
| 1995                                     | 2008                      | Yves Beller                           | NC        | -       |
| mars 2008                                |                           | Yves Beller                           | NC        |         |
| 2014                                     | En cours (au 31 mai 2020) | Fabien Réélu pour le mandat 2020-2026 |           |         |
| Les données manquantes sont à compléter. |                           |                                       |           |         |

## Démographie
L'évolution du nombre d'habitants est connue à travers les recensements de la population effectués dans la commune depuis 1793. Pour les communes de moins de 10 000 habitants, une enquête de recensement portant sur toute la population est réalisée tous les cinq ans, les populations de référence des années intermédiaires étant quant à elles estimées par interpolation ou extrapolation. Pour la commune, le premier recensement exhaustif entrant dans le cadre du nouveau dispositif a été réalisé en 2007.

En 2022, la commune comptait 689 habitants, en évolution de −5,62 % par rapport à 2016 (Bas-Rhin : +3,17 %, France hors Mayotte : +2,11 %).
| 1793 | 1800 | 1806 | 1821 | 1831 | 1836 | 1841 | 1846 | 1851 |
| ---- | ---- | ---- | ---- | ---- | ---- | ---- | ---- | ---- |
| 660  | 638  | 695  | 689  | 690  | 691  | 697  | 656  | 664  |

| 1856 | 1861 | 1866 | 1871 | 1875 | 1880 | 1885 | 1890 | 1895 |
| ---- | ---- | ---- | ---- | ---- | ---- | ---- | ---- | ---- |
| 638  | 651  | 615  | 581  | 552  | 587  | 548  | 549  | 526  |

| 1900 | 1905 | 1910 | 1921 | 1926 | 1931 | 1936 | 1946 | 1954 |
| ---- | ---- | ---- | ---- | ---- | ---- | ---- | ---- | ---- |
| 498  | 466  | 463  | 452  | 468  | 472  | 441  | 446  | 440  |

| 1962 | 1968 | 1975 | 1982 | 1990 | 1999 | 2006 | 2007 | 2012 |
| ---- | ---- | ---- | ---- | ---- | ---- | ---- | ---- | ---- |
| 446  | 503  | 531  | 514  | 493  | 603  | 624  | 627  | 718  |

| 2017 | 2022 | - | - | - | - | - | - | - |
| ---- | ---- | - | - | - | - | - | - | - |
| 723  | 689  | - | - | - | - | - | - | - |

## Lieux et monuments

### L'église Saint-Pancrace

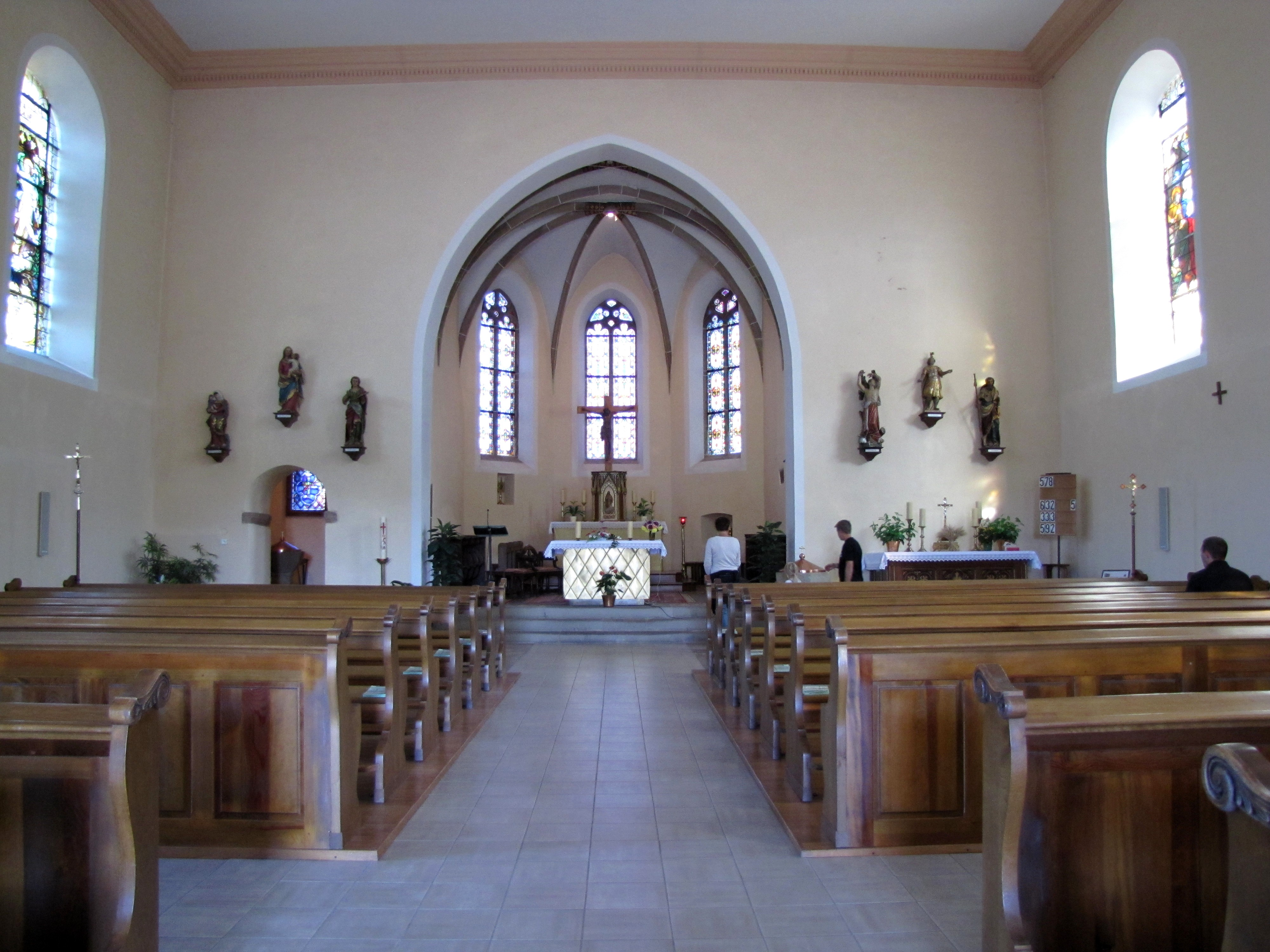
Vue intérieure de la nef vers le chœur.
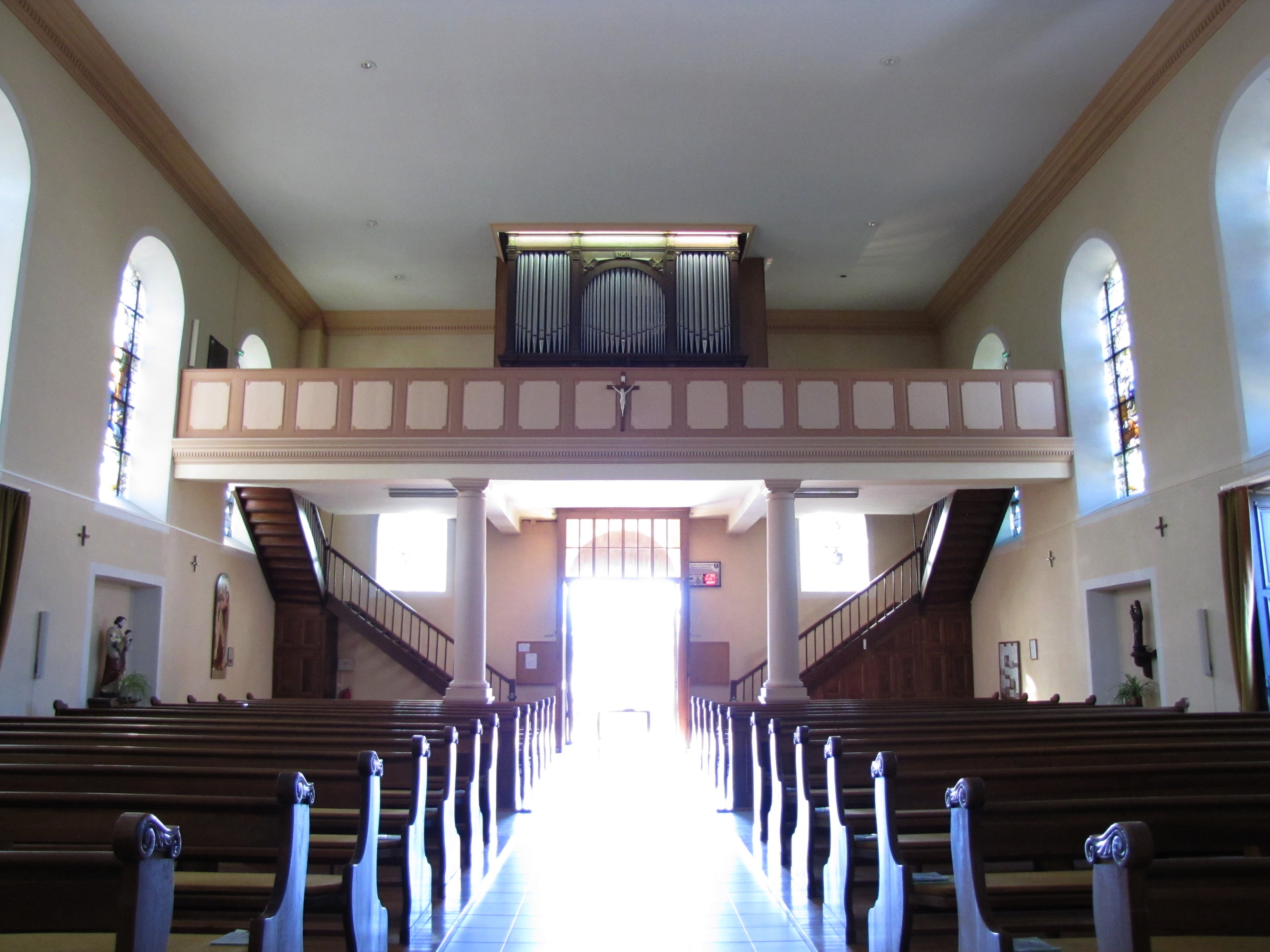
Vue intérieure de la nef vers la tribune d'orgue.
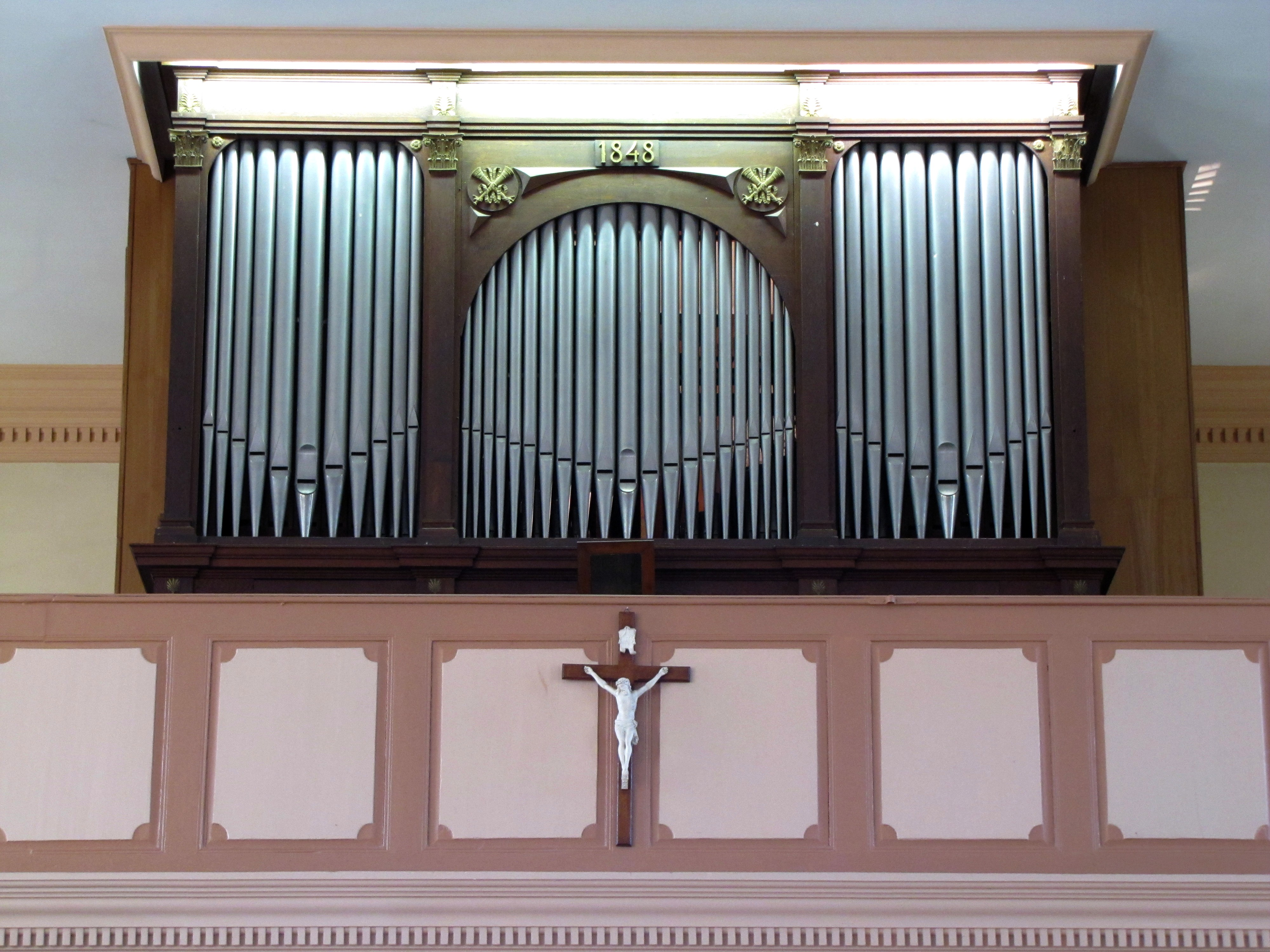
Orgue de tribune Stiehr (1848).
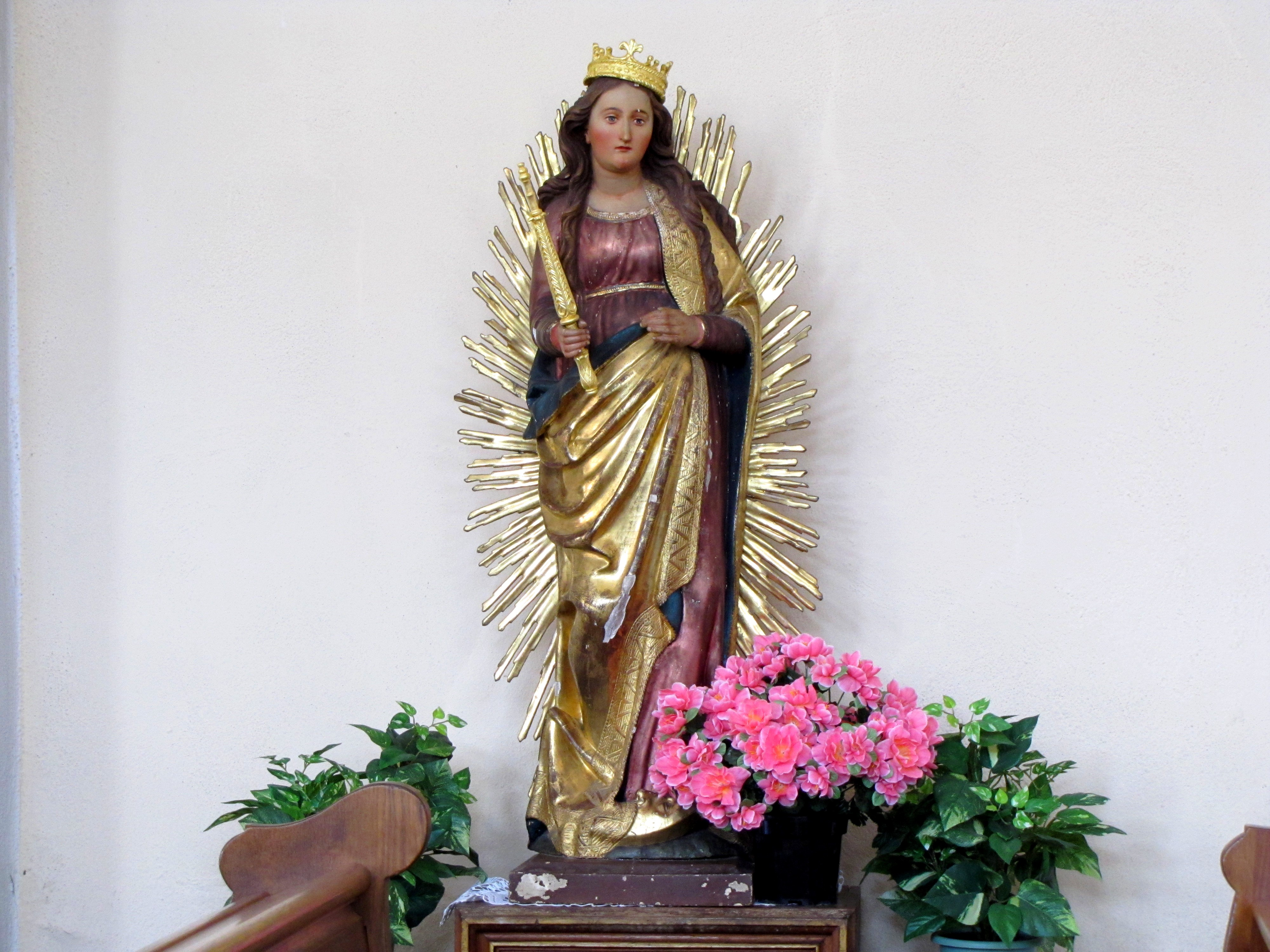
Statue « Immaculée Conception » (XIXe).